# Атинската школа
Атинската школа (на италиански: Scuola di Atene) е стенопис от италианския ренесансов художник Рафаело, нарисуван между 1509 г. и 1511 г. като част от поръчка към художника за украса на стаите, известни днес като Стаи на Рафаело, в Апостолическия дворец във Ватикана.
Върху стенописа са изобразени философи, математици и учени от Древна Гърция, включително Платон, Аристотел, Питагор, Архимед и Хераклит. Италианските художници Леонардо да Винчи и Микеланджело също са представени в стенописа, изобразени съответно като Платон и Хераклит.
Картината се отличава по-специално с точна перспективна проекция, определяща характеристиката на епохата на Ренесанса. Рафаело научава перспективата от Леонардо, чиято роля на Платон е централна в картината. Темите на картината, като прераждането на древногръцката философия и култура в Европа (заедно с работата на Рафаело) са вдъхновени от индивидуалните занимания на Леонардо в театъра, инженерството, оптиката, геометрията, физиологията, анатомията, историята, архитектурата и изкуството.
Атинската школа се счита за една от най-известните творби на Рафаело и е описана като „шедьовърът на Рафаело и перфектното въплъщение на класическия дух на Ренесанса“.

## Списък на персонажите[3]
1. Зенон Китийски или Зенон Елейски
2. Епикур
3. Фредерико II, херцог на Мантуа
4. Аниций Манлий Торкват Северин Боеций или Анаксимандър или Емпедокъл Акрагантски
5. Авероес
6. Питагор
7. Алкивиад или Александър Македонски
8. Антисфен или Ксенофонт
9. Хипатия (любимата на Рафаело, Маргарита)
10. Есхин
11. Парменид
12. Сократ
13. Хераклит Ефески (Микеланджело)
14. Платон (Леонардо да Винчи)
15. Аристотел (държащ „Никомахова етика“)
16. Диоген
17. Плотин
18. Евклид или Архимед с ученици
19. Страбон или Заратустра
20. Клавдий Птолемей
21. Протоген
22. (R) Апелес (Рафаело)